# Họ Kền kền Tân thế giới
Họ Kền kền Tân thế giới (danh pháp khoa học: Cathartidae) là một họ chim chứa 7 loài, phân bố trong 5 chi, ngoại trừ 1 chi với 3 loài thì tất cả các chi còn lại đều là đơn loài. Họ này bao gồm 5 loài kền kền và 2 loài thần ưng, tất cả đều sinh sống trong khu vực nhiệt đới và ôn đới ở châu Mỹ.
Các loài kền kền Tân thế giới không có quan hệ họ hàng gần với các loài kền kền Cựu thế giới dù rất giống nhau ở bề ngoài; các điểm tương đồng giữa chúng là do tiến hóa hội tụ. Tuy gọi là kền kền "Tân thế giới", nhưng các loài trong họ này đã từng phổ biến rộng ở cả Cựu thế giới và Bắc Mỹ trong thời kỳ thuộc kỷ Neogen (23-2,6 Ma).
Kền kền Tân thế giới là chim ăn xác chết, chủ yếu ăn xác các loại động vật chết. Kền kền Tân thế giới có khứu giác tốt, nhưng kền kền Cựu thế giới thì khác, chúng tìm kiếm các xác chết chỉ nhờ có thị giác tốt. Một đặc trưng cụ thể của nhiều loài kền kền là chúng có đầu hói, trụi lông.

## Miêu tả
Các loài chim này nói chung là lớn, có chiều dài từ nhỡ như ở kền kền đầu vàng nhỏ (56–61 cm, 22–24 inch) cho tới lớn như ở thần ưng California và thần ưng Andes, với chiều dài tới 120 cm (48 inch) và cân nặng từ 12 kg (26 lb) trở lên. Bộ lông chủ yếu màu đen hay nâu, đôi khi có vệt trắng. Tất cả các loài đều có đầu và cổ không lông. Ở một số loài, lớp da này tươi màu, còn ở kền kền vua thì nó phát triển thành yếm thịt và bướu với màu sặc sỡ.
Tất cả các loài có cánh dài và rộng, đuôi cứng, thích hợp cho việc bay liệng. Chúng là sự thích nghi tốt nhất cho việc bay liệng trong số các loài chim sống trên cạn. Chân có móng vuốt nhưng yếu và không thích hợp cho việc quắp con mồi. Các ngón trước dài với màng chân nhỏ tại gốc. Kền kền Tân thế giới nào không có minh quản, cơ quan thanh âm của chim, vì thế âm thanh phát ra của chúng chỉ hạn chế ở những tiếng lầu bầu và xì xì hiếm khi xảy ra.
Mỏ của chúng hơi cong và tương đối yếu khi so sánh với mỏ của các loài chim săn mồi khác. Nó yếu là do nó chỉ thích nghi với việc xé lớp thịt yếu của xác chết đã phân hủy một phần, chứ không phải thịt tươi. Các lỗ mũi hình ôvan và nằm trong lớp da gốc mỏ mềm. Khoang mũi không bị chia ra bởi vách mũi (chúng là "đục lỗ"), vì thế có thể nhìn thông qua hai lỗ mũi như ở kền kền đầu đỏ châu Mỹ. Các mắt lồi lên, và không giống như mắt của đại bàng, ưng và cắt, chúng không bị che phủ bởi một xương lông mày. Các loài thuộc chi Coragyps và Cathartes có một hàng lông mi không hoàn thiện ở mi mắt trên và 2 hàng ở mi mắt dưới, trong khi Gymnogyps, Vultur và Sarcoramphus hoàn toàn không có lông mi mắt.
Kền kền Tân thế giới có tập tính bất thường là bài tiết nước tiểu vào phần có vảy trên hai chân để làm mát chúng bằng cách bốc hơi. Tập tính này cũng có ở các loài cò, và đây là một luận cứ cho mối quan hệ gần giữa hai nhóm chim này.

## Phân bố và môi trường sống
Kền kền Tân thế giới chỉ phân bố hạn hẹp tại Tây bán cầu. Có thể thấy chúng từ miền nam Canada tới Nam Mỹ. Phần lớn các loài là chim sống cố định, nhưng các quần thể kền kền đầu đỏ châu Mỹ thì sinh sản ở Canada và miền bắc Hoa Kỳ lại di trú về phương nam trong thời gian diễn ra mùa đông tại phương bắc. Kền kền Tân thế giới sinh sống trong nhiều kiểu môi trường sống và hệ sinh thái, từ các hoang mạc tới rừng mưa nhiệt đới và ở độ cao từ sát mực nước biển cho tới độ cao của các rặng núi, sử dụng khứu giác đã thích nghi tốt để định vị xác chết. Các loài chim này đôi khi cũng thấy có mặt ven các khu dân cư, có lẽ là để ăn các loại động vật bị xe cộ cán chết dọc đường.

## Tập tính

### Kiếm ăn
Tất cả các loài kền kền Tân thế giới và thần ưng là động vật ăn xác thối. Tuy vậy, dù khẩu phần ăn của chúng chủ yếu là xác chết, nhưng một số loài, như kền kền đen, lại được ghi nhận là từng giết các con mồi sống. Các loại thức ăn bổ sung khác có quả, trứng và lòng ruột thú. Một đặc trưng đáng chú ý của các loài trong chi Cathartes là khứu giác cực kỳ phát triển, được chúng sử dụng để định vị xác thối. Chúng định vị xác thối bằng việc phát hiện mùi của ethyl mercaptan, một chất khí do xác chết đang phân hủy tỏa ra. Thùy khứu giác trong não của các loài này (nơi chịu trách nhiệm xử lý tín hiệu mùi) là lớn hơn khi so sánh với các động vật khác. Các loài khác, như kền kền đen và kền kền vua, lại có khứu giác kém hơn và chỉ tìm kiếm thức ăn bằng thị giác, đôi khi bằng cách bay theo kền kền của chi Cathartes và các loài ăn xác thối khác. Đầu và cổ của kền kền Tân thế giới không lông như một biện pháp để giữ vệ sinh; ngăn ngừa sự phát triển của vi khuẩn từ xác thối mà chúng ăn, không cho vi khuẩn phá hủy bộ lông của chúng cũng như làm lộ lớp da ra để được tiệt trùng dưới ánh nắng mặt trời.

### Sinh sản
Các loài kền kền Tân thế giới và thần ưng không làm tổ. Thay vì thế, chúng đẻ trứng trên các bề mặt trần trụi. Mỗi lần đẻ từ 1 tới 3 trứng, tùy từng loài. Chim non mới sinh không có lông, sau đó mới mọc lông tơ. Chim bố mẹ nuôi con bằng cách ựa thức ăn ra để mớm mồi. Chim non thuộc loại yếu ớt không tự kiếm được mồi và ra ràng sau khi nở khoảng 2-3 tháng.

## Phân loại
Kền kền Tân thế giới được chia ra thành 5 chi. Đó là Coragyps (Kền kền đen), Cathartes, Gymnogyps, Sarcoramphus (Kền kền vua), và Vultur (Thần ưng Andes). Trong số này, chỉ có chi Cathartes là không đơn loài. Tên gọi khoa học của họ này, Cathartidae, có nguồn gốc từ cathartes, một từ trong tiếng Hy Lạp để chỉ "người làm sạch, người dọn dẹp". Mặc dù kền kền Tân thế giới có nhiều điểm giống như kền kền Cựu thế giới, nhưng có quan hệ họ hàng không gần mà thay vì thế, các điểm giống nhau là do tiến hóa hội tụ.
Theo truyền thống, các loài kền kền Tân thế giới được đặt trong họ của chính chúng trong bộ Falconiformes. Tuy nhiên, vào cuối thế kỷ 20 một số nhà điểu học cho rằng chúng có quan hệ họ hàng gần hơn cả với các loài cò trên cơ sở các dữ liệu tổ hình đồ nhiễm sắc thể, hình thái và tập tính. Vì thế một số tác giả đã đặt họ này trong bộ Ciconiiformes cùng các loài cò và diệc; Sibley và Monroe (1990) thậm chí còn coi chúng như một phân họ của họ Hạc (Ciconiidae). Điều này đã bị phê phán như là sự đơn giản hóa thái quá và nghiên cứu trình tự DNA đầu tiên đã dựa trên các dữ liệu có sai sót và sau đó đã phải rút lại. Kết quả là sau đó người ta có xu hướng nâng cấp kền kền Tân thế giới lên cấp bộ với tên gọi Cathartiformes, một bộ độc lập không có quan hệ gần với cả chim săn mồi hay cò và diệc. Năm 2007, danh lục của Ủy ban Bắc Mỹ thuộc Hiệp hội các nhà điểu học châu Mỹ đã chuyển Cathartidae ngược trở lại bộ Falconiformes, nhưng với nghi vấn chỉ ra rằng nó là đơn vị phân loại "có lẽ đặt sai chỗ trong việc liệt kê danh sách phát sinh chủng loài hiện tại nhưng các dữ liệu chỉ ra vị trí đúng của nó hiện chưa có sẵn". Bản thảo danh lục của Ủy ban Nam Mỹ thuộc AOU đặt Cathartidae trong bộ của chính nó là Cathartiformes. Tuy nhiên, nghiên cứu DNA gần đây về các mối quan hệ tiến hóa giữa các nhóm chim lại đề xuất rằng chúng có quan hệ gần với nhóm chim săn mồi ban ngày (không phải dạng cắt) và nên là một phần của bộ mới là Accipitriformes, một vị trí được danh lục Bắc Mỹ của AOU và IOC công nhận năm 2010.

### Các loài
- Chi Cathartes
  - Cathartes aura: Kền kền đầu đỏ châu Mỹ hay kền kền gà tây, ở khắp châu Mỹ cho tới miền nam Canada.
  - Cathartes burrovianus: Kền kền đầu vàng nhỏ, ở Nam Mỹ và tới Mexico
  - Cathartes melambrotus: Kền kền đầu vàng lớn, trong lưu vực Amazon tại vùng nhiệt đới Nam Mỹ.
- Chi Coragyps
  - Coragyps atratus: Kền kền đen, tại Nam Mỹ cho tới miền nam Hoa Kỳ.
- Chi Gymnogyps
  - Gymnogyps californianus: Thần ưng California, tại California. Trước đây phổ biến rộng tại khu vực miền núi tại miền tây Bắc Mỹ[35].
- Chi Sarcoramphus
  - Sarcoramphus papa: Kền kền vua, từ miền nam Mexico tới miền bắc Argentina.
- Chi Vultur
  - Vultur gryphus: Thần ưng Andes hay kền kền khoang cổ, trong khu vực Andes[36].

### Tuyệt chủng và hóa thạch
Họ tuyệt chủng Teratornithidae là bản sao giống hệt (nhưng chủ yếu ở Bắc Mỹ) cho các loài kền kền Tân thế giới — mặc dù trong thời kỳ tiền sử thì họ Cathartidae cũng có mặt ở châu Âu và thậm chí có lẽ đã tiến hóa từ đó. Aiornis incredibilis đôi khi còn được gọi là "thần ưng lớn" do có lẽ nó trông giống như thần ưng ngày nay. Tuy nhiên, hai họ này không có quan hệ họ hàng gần mà có lẽ chỉ là một ví dụ khác của tiến hóa hội tụ, mặc dù sự giống nhau bề ngoài ít được nhấn mạnh trong thời gian gần đây do thông tin mới cho rằng các loài trong họ Teratornithidae là chim săn mồi nhiều hơn so với kền kền Tân thế giới.
Hồ sơ hóa thạch của họ Cathartidae là khá nhiều, nhưng lại rất lộn xộn. Nhiều đơn vị phân loại có thể là kền kền Tân thế giới hoặc không phải như vậy, nhưng đã được coi là các đại diện sớm của họ này. Không có hồ sơ hóa thạch rõ rệt tại châu Âu từ kỷ Neogen.
Nhưng có lẽ họ Cathartidae đã có sự đa dạng cao hơn trong khoảng thời gian Plio-/Pleistocen, cạnh tranh được với sự đa dạng như hiện tại của kền kền Cựu thế giới và các họ hàng của chúng về hình dáng, kích thước và hốc sinh thái. Các chi tuyệt chủng đã biết là:
- Diatropornis (kền kền châu Âu): Eocen muộn/Oligocen sớm -? Oligocen giữa, ở Pháp[39].
- Phasmagyps: Oligocen sớm, ở trung tây Bắc Mỹ[39].
- Cathartidae gen. et sp. indet.: Oligocen muộn, ở Mông Cổ[39].
- Brasilogyps: Oligocen muộn - Miocen sớm, ở Brasil[39].
- Hadrogyps (kền kền lùn châu Mỹ): Miocen giữa, ở tây nam Bắc Mỹ[39].
- Cathartidae gen. et sp. indet.: Miocen muộn/Pliocen sớm ở mỏ Lee Creek, Hoa Kỳ[40].
- Pliogyps (kền kền thế Miocen): Miocen muộn - Pliocen muộn, ở miền nam Bắc Mỹ[39].
- Perugyps (kền kền Peru): Pisco, Miocen muộn/Pliocen sớm ở trung nam Peru[40].
- Dryornis (kền kền Argetina): Pliocen sớm - muộn?, ở Argentina; có thể thuộc về chi hiện đại Vultur[39].
- Cathartidae gen. et sp. indet.: Pliocen giữa ở Argentina[40].
- Aizenogyps (kền kền Nam Mỹ): Pliocen muộn, ở đông nam Bắc Mỹ[39].
- Breagyps (kền kền chân dài): Pleistocen muộn, ở tây nam Bắc Mỹ[39].
- Geronogyps: Pleistocen muộn ở Argentina và Peru[39].
- Wingegyps (kền kền Amazon): Pleistocen muộn, ở Brasil[41].
- Cathartidae gen. et sp. indet.: Ở Cuba[42].

## Phát sinh chủng loài
Cây phát sinh chủng loài dưới đây vẽ theo Wink (1995).

|  | \| \| Coragyps \| \| \| \| \| \| Gymnogyps \| \| \| \| |
|  |                                                        |
|  | Sarcorhamphus                                          |
|  |                                                        |
|  | Coragyps                                               |
|  |                                                        |
|  | Gymnogyps                                              |
|  |                                                        |

|  | Coragyps  |
|  |           |
|  | Gymnogyps |
|  |           |

|  | \| \| Coragyps \| \| \| \| \| \| Gymnogyps \| \| \| \| |
|  |                                                        |
|  | Sarcorhamphus                                          |
|  |                                                        |
|  | Coragyps                                               |
|  |                                                        |
|  | Gymnogyps                                              |
|  |                                                        |

|  | Coragyps  |
|  |           |
|  | Gymnogyps |
|  |           |

|  | \| \| Coragyps \| \| \| \| \| \| Gymnogyps \| \| \| \| |
|  |                                                        |
|  | Sarcorhamphus                                          |
|  |                                                        |
|  | Coragyps                                               |
|  |                                                        |
|  | Gymnogyps                                              |
|  |                                                        |

|  | Coragyps  |
|  |           |
|  | Gymnogyps |
|  |           |

|  | \| \| Coragyps \| \| \| \| \| \| Gymnogyps \| \| \| \| |
|  |                                                        |
|  | Sarcorhamphus                                          |
|  |                                                        |
|  | Coragyps                                               |
|  |                                                        |
|  | Gymnogyps                                              |
|  |                                                        |

|  | Coragyps  |
|  |           |
|  | Gymnogyps |
|  |           |

## Tình trạng bảo tồn
Thần ưng California là loài có tình trạng bảo tồn ở mức cực kỳ nguy cấp. Trước đây loài này sinh sống trong khu vực từ Baja California tới British Columbia, nhưng từ năm 1937 chỉ hạn hẹp tại California. Năm 1982 chỉ còn 22 cá thể trong tự nhiên. Năm 1987, tất cả các cá thể còn sống đã được dồn từ tự nhiên vào chương trình sinh sản nuôi nhốt để đảm bảo cho sự sinh tồn của loài. Năm 2005, còn 127 con thần ưng California trong tự nhiên. Tới ngày 31-1-2011 có 369 cá thể còn sống, trong đó 190 cá thể còn trong tự nhiên. Thần ưng Andes là ở cấp sắp bị đe dọa.
Kền kền đen, kền kền đầu đỏ châu Mỹ, kền kền đầu vàng nhỏ và kền kền đầu vàng lớn được liệt kê là loài ít quan tâm trong Sách đỏ IUCN. Điều này có nghĩa là các quần thể này dường như là ổn định, và chúng chưa tới ngưỡng đưa vào như là các loài bị đe dọa, là những loài có sự suy giảm trên 30% trong 10 năm hay trong 3 thế hệ.

## Trong văn hóa
Kền kền đen và kền kền vua xuất hiện trong nhiều loại chữ viết tượng hình của người Maya trong các sách chép tay Maya. Kền kền vua là một trong số các loài chim phổ biến nhất có mặt trong các sách chép tay Maya. Tự hình của nó dễ dàng phân biệt được nhờ cái bướu trên mỏ chim và các vòng tròn đồng tâm tượng trưng cho mắt chim. Nó đôi khi được miêu tả như là một vị thần với cơ thể người và đầu chim. Theo thần thoại Maya, vị thần này thường truyền tải thông điệp giữa người với các vị thần khác. Nó cũng được dùng để tượng trưng cho Cozcaquauhtli, ngày thứ 13 trong tháng của lịch Maya. Trong các sách chép tay Maya, kền kền đen thường được gắn liền với sự chết chóc hay được thể hiện như một con chim săn mồi, và tự hình của nó thường được vẽ ra như là đang tấn công con người. Loài này không có các mối quan hệ tôn giáo như của kền kền vua. Trong khi một số tự hình thể hiện rõ ràng lỗ mũi hở và mỏ cong của kền kền đen, thì một số lại được coi là tượng trưng cho loài này vì chúng trông giống như kền kền và có màu đen, nhưng thiếu cái bướu của kền kền vua.

## Hình ảnh

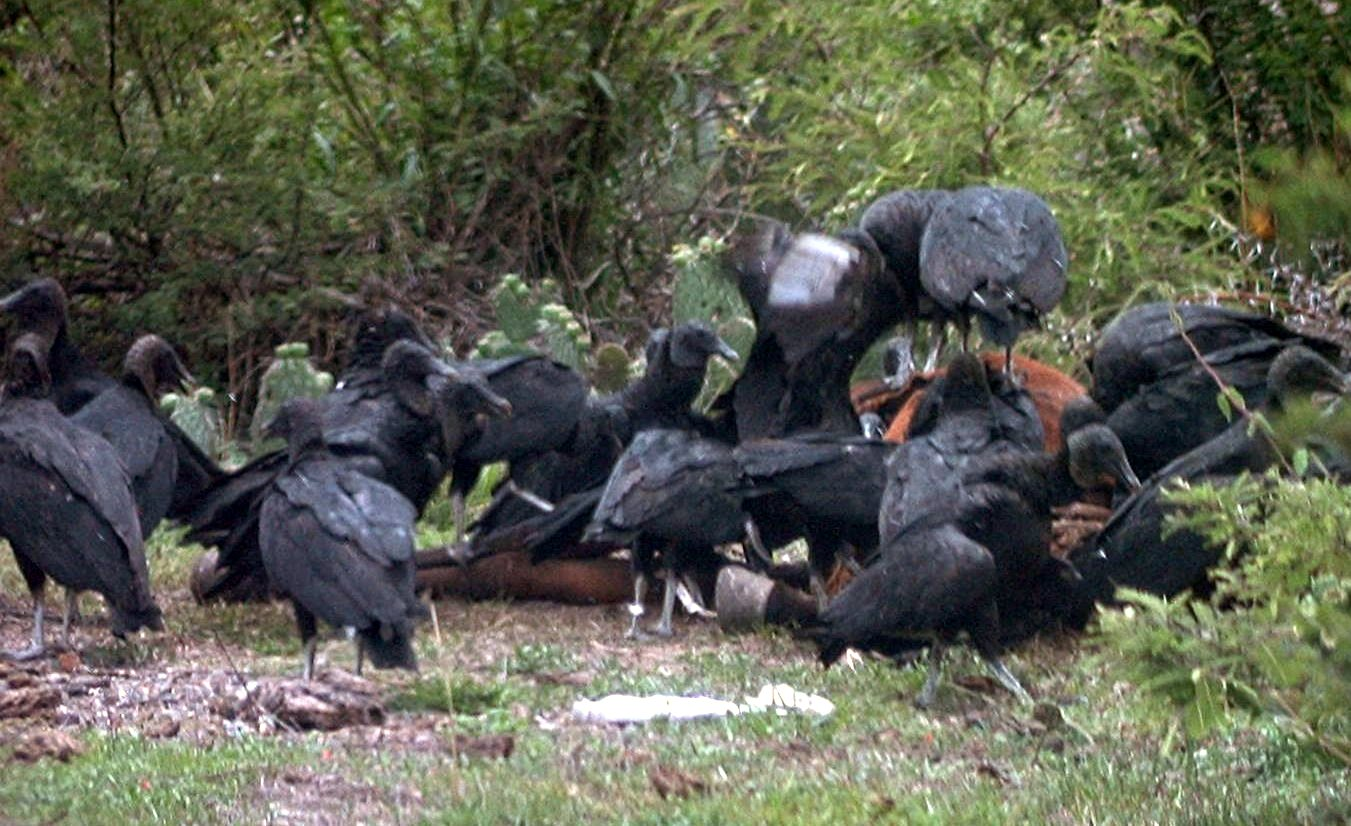
Đàn kền kền đen trên xác con bò.
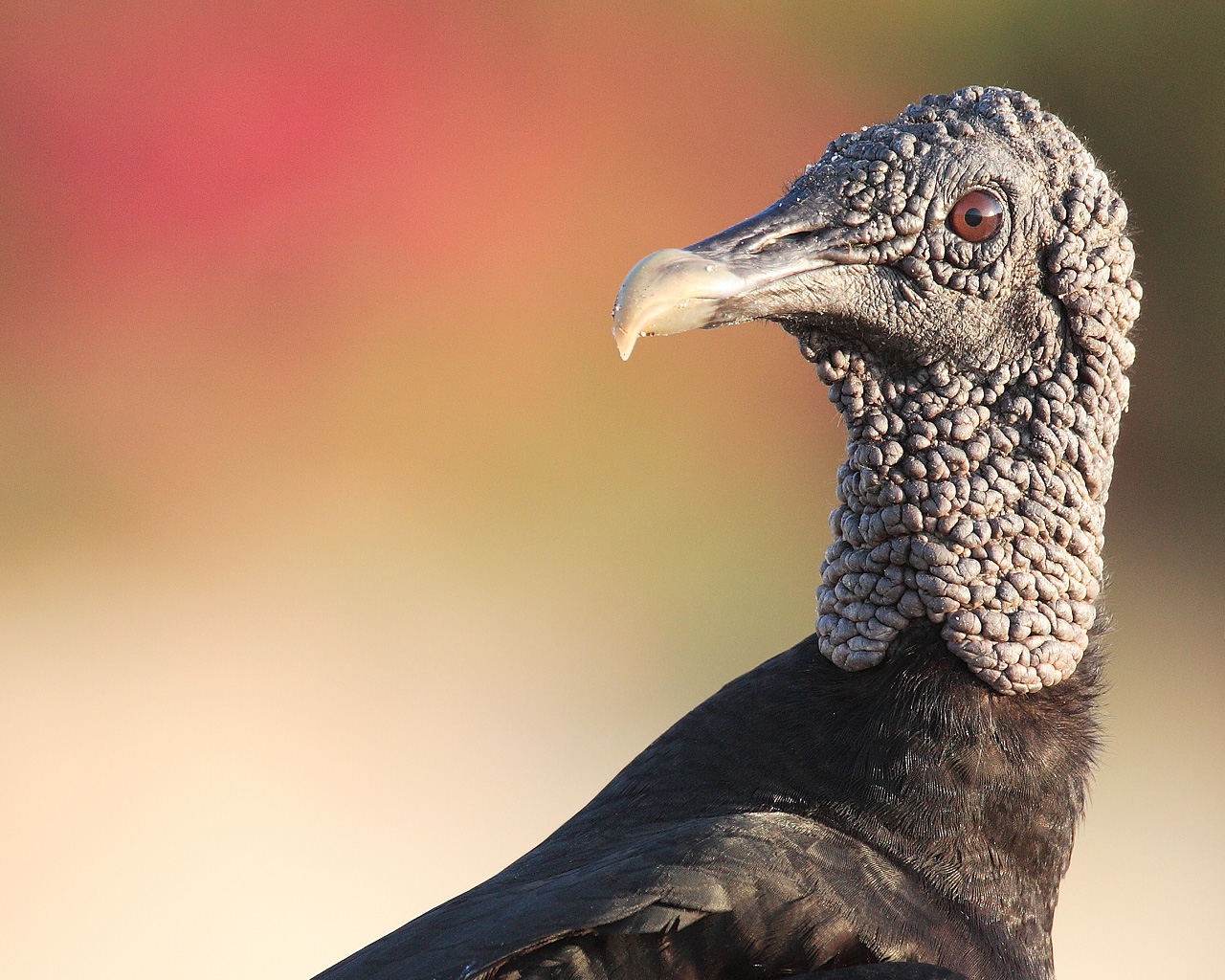
Đầu không lông của kền kền đen Nam Mỹ (Coragyps atratus brasiliensis) có tác dụng làm giảm sự phát triển của vi khuẩn do việc rúc đầu vào ăn xác thối.
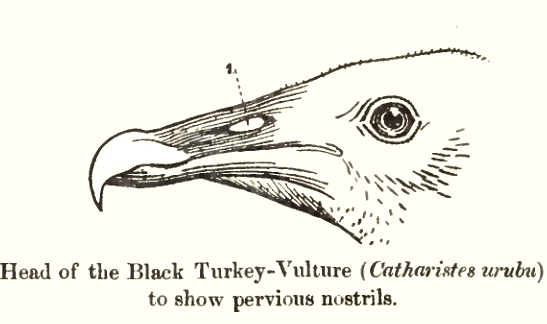
Mũi thính là điển hình của họ này.
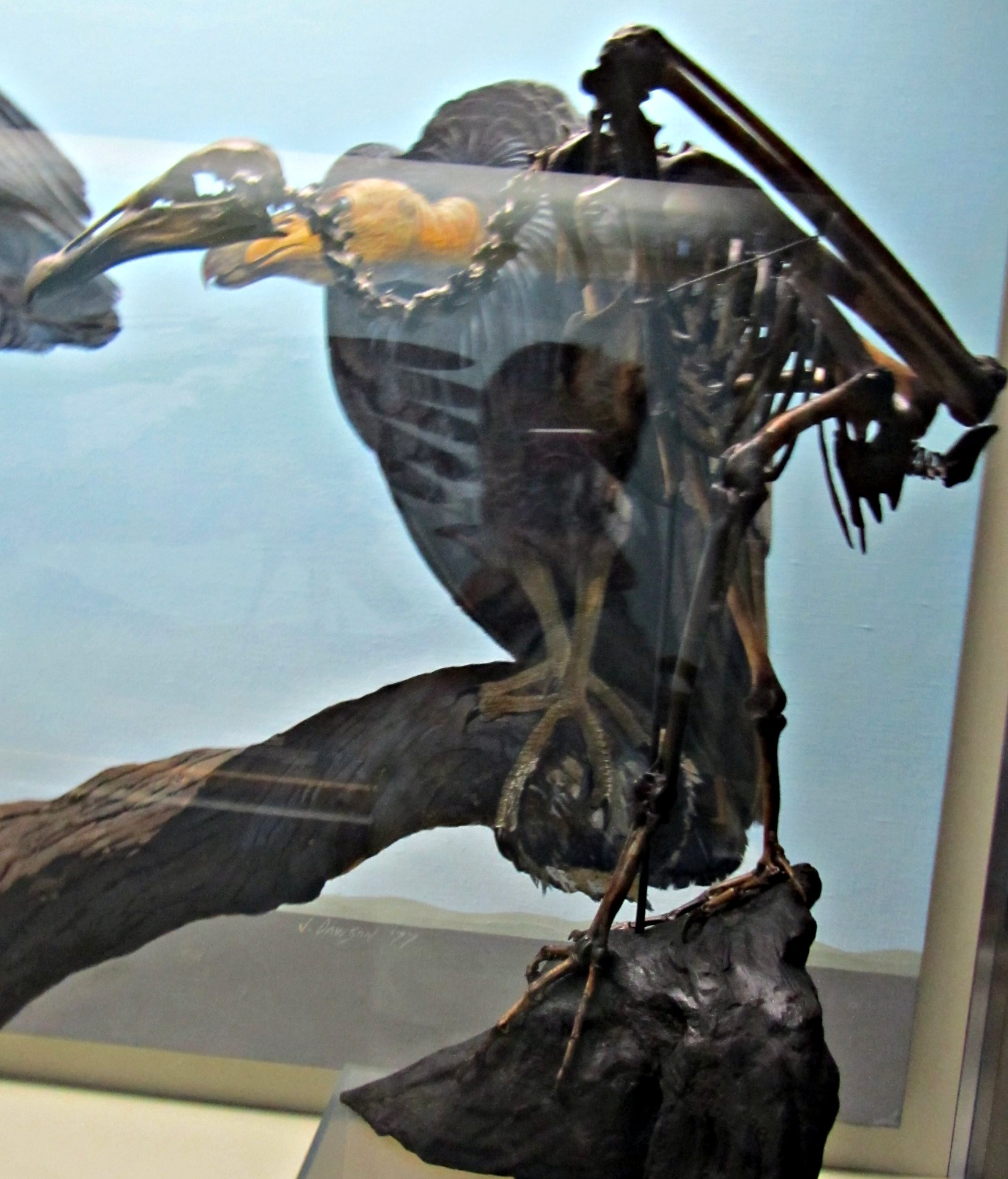
Hóa thạch của loài Breagyps clarki đã tuyệt chủng.